# 12354 Hemmerechts
12354 Hemmerechts eller 1993 QD3 är en asteroid i huvudbältet som upptäcktes den 18 augusti 1993 av den belgiske astronomen Eric W. Elst vid La Silla-observatoriet. Den är uppkallad efter författaren Kristien Hemmerechts.
Den tillhör asteroidgruppen Eos.